# Acarnus deweerdtae
Acarnus deweerdtae är en svampdjursart som beskrevs av van Soest, Hooper och Hiemstra 1991. Acarnus deweerdtae ingår i släktet Acarnus och familjen Acarnidae. Inga underarter finns listade i Catalogue of Life.